# Eddie Nketiah
Edward Keddar Nketiah (Lewisham, Inglaterra, Reino Unido, 30 de mayo de 1999) es un futbolista británico que juega como delantero en el Crystal Palace F. C. de la Premier League de Inglaterra.

## Trayectoria
Tras formarse en las filas inferiores del Chelsea F. C. y del Arsenal F. C., finalmente en 2017 ascendió al primer club, haciendo su debut el 28 de septiembre en un encuentro de la Liga Europa de la UEFA contra el FC BATE Borisov tras sustituir a Joe Willock en el minuto 89. Su siguiente aparición ocurrió casi un mes después en un encuentro de la Copa de la Liga contra el Norwich City F. C., donde llegó a anotar un gol al final del partido. El 8 de agosto de 2019 fue cedido hasta final de temporada al Leeds United F. C. El 1 de enero de 2020, tras el partido ante el West Bromwich Albion, anunció que volvía al Arsenal tras cancelarse el préstamo.
Logró cinco goles en los últimos siete partidos de la temporada 2021-22, y el 18 de junio, a pocos días de ser agente libre, firmó un nuevo contrato de larga duración. Finalizó su etapa en el club en agosto de 2024 después de haber jugado 168 encuentros en los que anotó 38 tantos.
El 30 de agosto de 2024 fue traspasado al Crystal Palace F. C., equipo con el que firmó por cinco años.

## Selección nacional
El 13 de octubre de 2023 hizo su debut con la selección de Inglaterra en un amistoso ante Australia que ganaron por uno a cero.

## Estadísticas

### Clubes
Actualizado al último partido disputado el 25 de mayo de 2025.
| Club                            | Div.          | Temporada     | Liga  | Liga  | Copas nacionales | Copas nacionales | Copas internacionales | Copas internacionales | Total | Total |
| Club                            | Div.          | Temporada     | Part. | Goles | Part.            | Goles            | Part.                 | Goles                 | Part. | Goles |
| ------------------------------- | ------------- | ------------- | ----- | ----- | ---------------- | ---------------- | --------------------- | --------------------- | ----- | ----- |
| Arsenal F. C. Inglaterra        | 1.ª           | 2017-18       | 3     | 0     | 2                | 2                | 5                     | 0                     | 10    | 2     |
| Arsenal F. C. Inglaterra        | 1.ª           | 2018-19       | 5     | 1     | 2                | 0                | 2                     | 0                     | 9     | 1     |
| Leeds United F. C. Inglaterra   | 2.ª           | 2019-20       | 17    | 3     | 2                | 2                | ―                     | ―                     | 19    | 5     |
| Leeds United F. C. Inglaterra   | Total club    | Total club    | 17    | 3     | 2                | 2                | 0                     | 0                     | 19    | 5     |
| Arsenal F. C. Inglaterra        | 1.ª           | 2019-20       | 13    | 2     | 4                | 2                | 0                     | 0                     | 17    | 4     |
| Arsenal F. C. Inglaterra        | 1.ª           | 2020-21       | 17    | 2     | 4                | 1                | 8                     | 3                     | 29    | 6     |
| Arsenal F. C. Inglaterra        | 1.ª           | 2021-22       | 21    | 5     | 6                | 5                | ―                     | ―                     | 27    | 10    |
| Arsenal F. C. Inglaterra        | 1.ª           | 2022-23       | 30    | 4     | 3                | 3                | 6                     | 2                     | 39    | 9     |
| Arsenal F. C. Inglaterra        | 1.ª           | 2023-24       | 27    | 5     | 4                | 0                | 6                     | 1                     | 37    | 6     |
| Arsenal F. C. Inglaterra        | Total club    | Total club    | 116   | 19    | 25               | 13               | 27                    | 6                     | 168   | 38    |
| Crystal Palace F. C. Inglaterra | 1.ª           | 2024-25       | 29    | 3     | 8                | 4                | ―                     | ―                     | 37    | 7     |
| Crystal Palace F. C. Inglaterra | Total club    | Total club    | 29    | 3     | 8                | 4                | 0                     | 0                     | 37    | 7     |
| Total carrera                   | Total carrera | Total carrera | 162   | 25    | 35               | 19               | 27                    | 6                     | 224   | 50    |

### Tripletes
| Lista de partidos en los que anotó tres o más goles | Lista de partidos en los que anotó tres o más goles | Lista de partidos en los que anotó tres o más goles | Lista de partidos en los que anotó tres o más goles | Lista de partidos en los que anotó tres o más goles | Lista de partidos en los que anotó tres o más goles | Lista de partidos en los que anotó tres o más goles |
| #                                                   | Fecha                                               | Estadio                                             | Partido                                             | Goles                                               | Resultado                                           | Competición                                         |
| --------------------------------------------------- | --------------------------------------------------- | --------------------------------------------------- | --------------------------------------------------- | --------------------------------------------------- | --------------------------------------------------- | --------------------------------------------------- |
| 1                                                   | 21 de diciembre de 2021                             | Emirates Stadium, Londres                           | Arsenal Football Club - Sunderland A. F. C.         |                                                     | 5 - 1                                               | Copa de la Liga de Inglaterra 2021-22               |
| 2                                                   | 28 de octubre de 2023                               | Emirates Stadium, Londres                           | Arsenal Football Club - Sheffield United            |                                                     | 5 - 0                                               | Premier League 2023-24                              |

## Palmarés

### Títulos nacionales
| Título           | Club                 | País       | Año  |
| ---------------- | -------------------- | ---------- | ---- |
| EFL Championship | Leeds United F. C.   | Inglaterra | 2020 |
| FA Cup           | Arsenal F. C.        | Inglaterra | 2020 |
| Community Shield | Arsenal F. C.        | Inglaterra | 2020 |
| Community Shield | Arsenal F. C.        | Inglaterra | 2023 |
| FA Cup           | Crystal Palace F. C. | Inglaterra | 2025 |
| Community Shield | Crystal Palace F. C. | Inglaterra | 2025 |